# Bandera de Artsaj
La bandera de la República de Artsaj era prácticamente idéntica a la bandera de Armenia, consta de tres franjas horizontales de color rojo, azul y naranja. Se diferencia de la de Armenia en que incorpora una punta escalonada de color blanco en uno de sus extremos.
El color rojo representa a la sangre de los defensores de Armenia, el azul a las riquezas naturales del país y el naranja al coraje de sus trabajadores. Otra interpretación se refiere al uso de los colores rojo, azul y naranja simbolizando a la energía del sol, las montañas y los cultivos de trigo.
Las franjas horizontales y la punta escalonada blanca simbolizan a Artsaj como una región que quedó separada de Armenia al estar rodeada por Azerbaiyán.

## Galería de imágenes

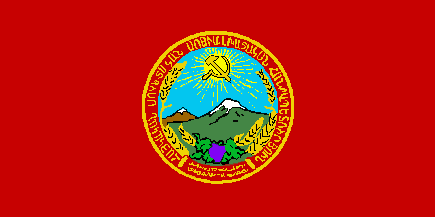
Bandera del Consejo de Comisarios del Pueblo del Alto Karabaj (de 1988 a 1989).

- Datos: Q204678
- Multimedia: Flags of the Republic of Artsakh / Q204678